# Machaerium glabripes
Machaerium glabripes är en ärtväxtart som beskrevs av Henri François Pittier. Machaerium glabripes ingår i släktet Machaerium och familjen ärtväxter. Inga underarter finns listade i Catalogue of Life.